# 本多天城
本多 天城（ほんだ てんじょう、慶応3年7月29日（1867年8月28日） - 昭和21年（1946年）5月11日）は明治時代から昭和時代にかけての日本画家。

## 来歴
慶応3年（1867年）、深川区山吹町の久世屋敷に生まれる。本名は佑輔。明治13年（1880年）3月から明治18年（1885年）11月までの5年間は近藤勝美に師事して西洋画を学んでおり、明治18年（1885年）3月からは狩野芳崖にも就いて日本画を習得、岡倉秋水、岡不崩、高屋肖哲とともに芳崖門下四天王といわれるまでに研鑽を積んだ。天城はアーネスト・フェノロサ、河瀬秀治らが日本画の発展を考えた鑑画会で学び、特に若年であった秋水、山本松渓とは岡倉天心の住まいに書生として同居、鑑画会グループ一員である剣客榊原鍵吉の道場に通い剣術を学んだりした。
明治19年（1886年）の第2回鑑画会大会に「山水」を発表、賞状を受賞しており、研究会における受賞歴は秋水とともに最多であった。同年1月に小石川植物園内に文部省の図画取調掛ができると秋水や不崩と日参して芳崖を囲んでその教えを受けた。明治21年（1888年）末に芳崖が没すると天心の勧めで東京美術学校第一期生として入学、普通科修了後、明治24年（1891年）2月に絵画科選科生となって明治26年（1893年）7月に同校を卒業する。天城は明治28年（1895年）には研究のため東海近畿を旅し、明治29年（1896年）2月から天心から選抜されて下村観山、菱田春草、天草神来、溝口禎次郎の5人で高野山金剛峰寺、滋賀の三井寺、京都醍醐寺などの宝物の模写に従事、同年7月には東京美術学校助教授に任命される。この年の秋、天心が盟主になって日本絵画協会が結成されるとその第1回には「秋草図」を、第2回に「蘇武」を、第3回に「羅浮美人」と「鬼」、「競馬」を、第4回に「老子」をと毎年力作を出品している。しかし、明治31年（1898年）の日本美術院の創立には不参加で、明治32年（1899年）から東京高等師範学校において教鞭をとるようになり、芳崖門下四天王と呼ばれ鑑画会、図画取調掛の中心となった秋水、不崩、肖哲、天城らは何れも日本美術院には参加せずに各々の道を進むこととなった。天城は明治40年（1907年）の第1回文展に「志ぐれ」を出品、入選する。明治43年（1910年）10月には秋水とともに芳崖23回忌の遺墨展覧会を発起、東京美術学校倶楽部において盛大に開催した。小石川原町に住んでおり、近くに住んでいた不崩と親しくしていたが晩年には好きな囲碁を楽しむこと多くなった。昭和21年（1946年）に79歳で没している。